# Pieter Melvill van Carnbee
Pieter Melvill van Carnbee, född 20 maj 1816 i Haag, död 24 oktober 1856 i Batavia, var en nederländsk baron, hydrograf och kartograf.
Melvill van Carnbee blev officer i nederländska flottan och anställdes 1839 vid hydrografiska byrån i Batavia, tjänstgjorde från 1845 i hemlandet vid marindepartementet, men återvände 1850 till Batavia och hade därefter till kort före sin död uppsikten över sjökarteverket där.
Melvill van Carnbees första stora hydrografiska arbete var en förträfflig karta över Java (fem blad, 1842) jämte en Zeemansgids (vägledning för sjöfarande). Av sitt sista verk, en generalatlas över Nederländska Indien, hann han själv utge endast en del (25 blad, 1855-56), men sedan W.F. Versteeg fortsatt utgivandet (med 35 blad), förelåg det hela fullbordat 1862. Under vistelsen hemma i Nederländerna utgav Melvill van Carnbee tillsammans med Philipp Franz von Siebold tidskriften "Moniteur des Indes" (tre årgångar 1847-49).

## Fotnoter
1. 1 2  Pieter Melvill van Carnbee, Biografisch Portaal (på nederländska), Biografisch Portaal-nummer: 37659014.[källa från Wikidata]